# 鮑観澄
鮑 観澄（ほう かんちょう）は中華民国、満州国の政治家・外交官。北京政府、直隷派、奉天派の政治家で、後に満州国に参加した。旧名は啓元。字は冠春。

## 事績
国立北洋大学法科を卒業。全国煙酒事務署秘書を経て、直隷派の将軍田維勤の下で総参議をつとめた。奉天派の張作霖が入関してくると、鮑観澄は張配下に転じ、航空署参事に任ぜられた。ところが鮑観澄は、飛行機購入費用をめぐる汚職事件を引き起こしたため、張の命令で逮捕されてしまう。まもなく、獄卒を買収して逃亡した。1927年（民国16年）、上海電話局局長となっている。
その後、鮑観澄は再び北方に戻り、次第に日本軍との結びつきを強めていく。1932年（大同元年）に満州国が建国されるとハルビン市市長に起用される。同年8月8日、満州国駐日代表に任命され、翌1933年（大同2年）4月に駐日満州国代表公署が駐日満州国公使館に改められるまで在職した（後任は公使の丁士源）。1935年（康徳2年）5月22日、モスクワの満州国総領事館総領事に起用される。
1937年（民国26年）12月に中華民国臨時政府が成立すると、鮑観澄は同政府顧問として招聘された。翌1938年（民国27年）6月に臨時政府と中華民国維新政府が合流するための連絡機関が上海に設置されると、鮑が上海駐在連絡員に任命され、合流事務を主導した。日本敗北後は天津へ逃げ込み、さらに故郷の鎮江に隠れ住んだ。中華人民共和国成立後は香港へ逃亡している。1975年ごろに死去。

## 注
1. 1 2  徐主編（2007）、2638頁。
2. ↑  「駐日代表に鮑観澄氏」『東京朝日新聞』昭和7年（1932年）8月9日。
3. ↑  「駐日公使愈よ 丁士源氏 アグレマン要求」『読売新聞』昭和8年（1933年）4月16日
4. ↑  「露都に満州国が総領事館」『東京朝日新聞』昭和10年（1935年）5月23日。
5. ↑  「両政権合流前提 連絡機関を設置 上海駐在 連絡員に鮑氏」『東京朝日新聞』昭和13年（1938年）6月3日夕刊。